# Philipp van Limborch
Philipp van Limborch (Amsterdam, 19 giugno 1633 – Amsterdam, 30 aprile 1712) è stato un teologo rimostrante olandese, nato ad Amsterdam dove suo padre era un avvocato.
Ha ricevuto la sua educazione a Utrecht, a Leida, nella sua città natale e infine nella Università di Utrecht dal 1652. Nel 1657 divenne un pastore rimostrante a Gouda, e nel 1667 fu trasferito ad Amsterdam, dove, l'anno successivo, fu nominato professore di teologia nel seminario rimostrante. Fu amico di John Locke. Morì ad Amsterdam il 30 aprile 1712.